# Sudhir Sen
Sudhir Sen (bengalisch সুধীর সেন; * 1907 in Kumilla; † 22. Juli 1989 in New York City) war ein indischer Entwicklungsökonom und Agraringenieur, der sich vor allem auf ländliche Elektrifizierung spezialisiert hatte.

## Leben

### Herkunft, Ausbildung und Privatleben
Er studierte zunächst am Presidency College in Kolkata und dann ab 1928 dank der finanziellen Förderung seines Bekannten Malik Singh an der London School of Economics and Political Science. Auf Empfehlung von Harold Laski und ausgestattet mit einem Stipendium der Alexander-von-Humboldt-Stiftung kam er anschließend 1931 nach Bonn. Als einer der ersten Inder, die an einer europäischen Universität außerhalb des Vereinigten Königreiches immatrikuliert waren, wurde er an der dortigen Rheinischen Friedrich-Wilhelms-Universität 1933 – betreut von Doktorvater Joseph Schumpeter – mit der Dissertation Die Goldbewegungen nach Frankreich in den letzten Jahren (Ursachen und Wirkungen) promoviert. In dieser Phase eignete er sich mithilfe seiner Vermieterin gute Deutschkenntnisse mit starkem rheinischen Regiolekt an.
Sudhir Sen erlebte in seiner Jugend das Erstarken der indischen Unabhängigkeitsbewegung um Mahatma Gandhi. Er sympathisierte mit dem Ziel und vielen Ideen, war jedoch kein unkritischer Anhänger Gandhis, Jawaharlal Nehrus oder des Indischen Nationalkongresses. So trug er zwar beispielsweise Khadi und wurde durch Gandhi inspiriert, sich während seiner Studienzeit mit Personen aller Kasten und Glaubensgemeinschaften anzufreunden – gleichzeitig lehnte er aber die Forderung ab, sein staatlich finanziertes College in Kolkata zu boykottieren.
Sens Ehefrau Kamala (1914–2005) entstammte einer progressiven bengalischen Familie aus Dhaka, die die Unabhängigkeit befürwortete und der Frauenbildung einen hohen Stellenwert einräumte. Sie studierte und lehrte selbst Wirtschaft, ehe sie mit Sen in Kolkata eine Familie gründete. Das Paar hatte drei gemeinsame Kinder – unter anderem Sheila Jasanoff – und wanderte 1956 in die Vereinigten Staaten aus.

### Berufliche Karriere
Zwischen 1947 und 1954 war er erster Generalsekretär und CEO des in den Bundesstaaten Westbengalen und Jharkhand tätigen Energiekonzerns Damodar Valley Corporation (DVC). Zu Beginn dieser Amtszeit hatte er 1948 einige Monate in Knoxville (US-Bundesstaat Tennessee) bei der Tennessee Valley Authority (TVA) gelernt. In der Folge widmete er „den Rest seiner Karriere“ der Entwicklungsarbeit im „TVA-Stil“. Zwischen 1956 und 1966 arbeitete er dann als Direktor im Entwicklungsprogramm der Vereinten Nationen sowie als ständiger Repräsentant der Vereinten Nationen in Jugoslawien und Ghana. Dabei agierte er in Ghana unter anderem als Berater beim Bau des Akosombo-Staudamms.
Darüber hinaus war Sen zeitweilig Direktor der in Mumbai ansässigen Great Eastern Shipping Company, Gastprofessor für Wirtschaftswissenschaften an der Brown University in Providence (US-Bundesstaat Rhode Island) und außerdem New-York-Korrespondent der indischen Tageszeitung The Economic Times.